# Mohammed al-Kuwari
Mohammed al-Kuwari (arabisch محمد بن جهام الكواري Muhammad bin Dschaham al-Kuwari, DMG Muḥammad b. Ǧahām al-Kuwārī) ist ein katarischer Diplomat und der aktuelle Botschafter des Emirats Katar in Mexiko.

## Ausbildung
Mohamed al-Kuwari hat einen Master in Militärwissenschaften von der Universität Hamburg. Er hat ebenfalls einen Master im Bereich Executive Management von der Universität von Aberdeen.

## Karriere
Von 2001 bis 2003 war al-Kuwari stellvertretender Generalsekretär der Qatar Squash Federation. Zwischen 2012 und 2016 war er Generalsekretär der Qatar Athletics Federation. Er war von 2016 bis 2018 zudem Mitglied des Organisationskomitees der Leichtathletik-Weltmeisterschaften.
Am 22. Oktober 2019 wurde er als Botschafter Katars in Mexiko akkreditiert.